# Affaire Parker-Hulme

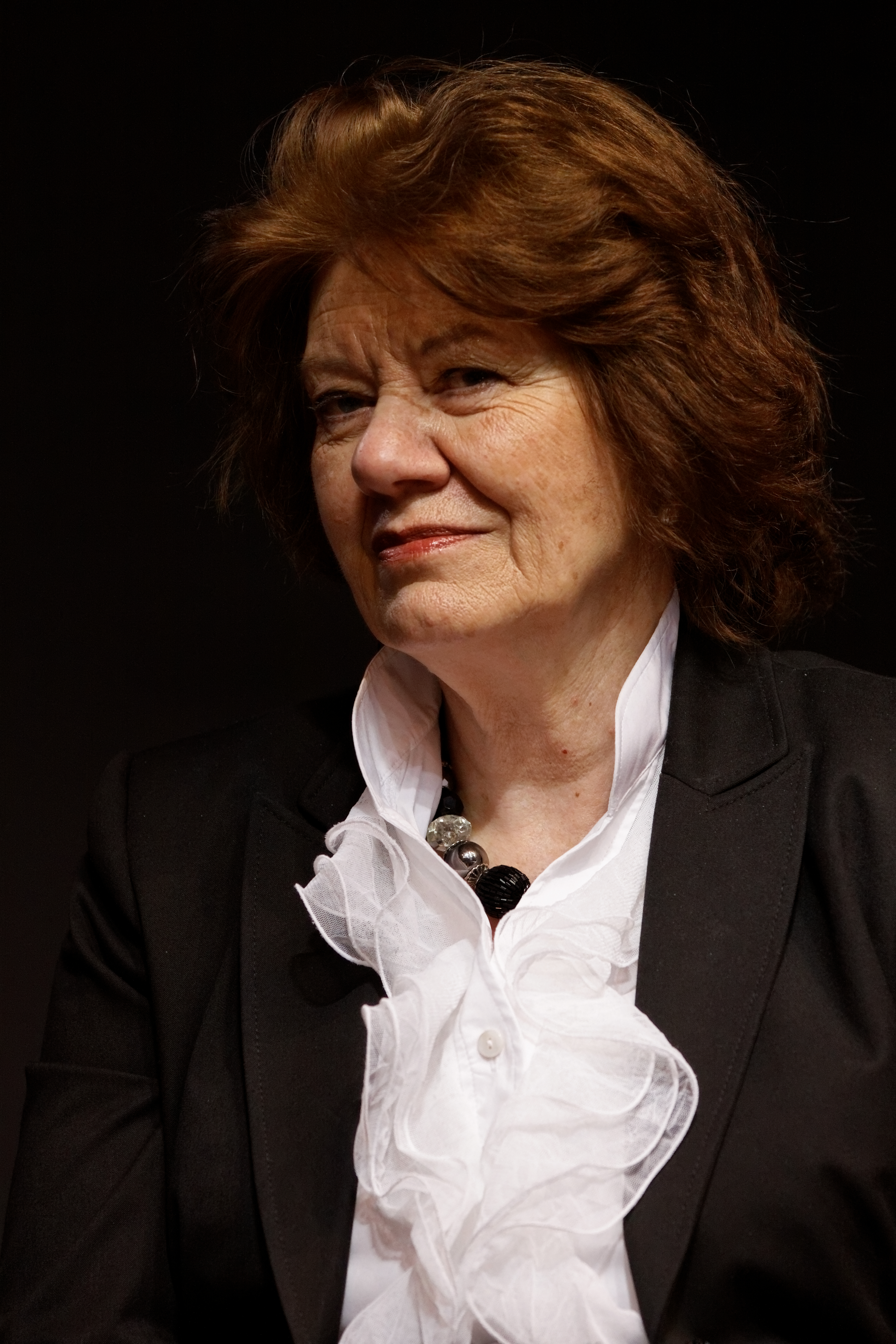
Anne Perry en conférence au salon du livre de Paris 2012.

Pour les articles homonymes, voir Parker et Hulme (homonymie).
L'affaire Parker-Hulme désigne l'assassinat en 1954 à Christchurch, en Nouvelle-Zélande, d'Honorah Rieper (ou Honorah Parker) par sa fille Pauline Parker, alors adolescente, et son amie la plus proche Juliet Hulme.
Quelque temps plus tôt, les parents de Juliet lui annoncent qu'ils vont divorcer, que son père a perdu son travail, et qu'elle va être envoyée chez sa tante en Afrique du Sud. Alors âgée de quinze ans, elle se tourne vers Pauline, qui décide de quitter la Nouvelle-Zélande avec elle. La mère de Pauline s'y étant opposée, les deux jeunes filles planifient son assassinat : le 22 juin 1954, elles l'attirent dans un parc de  Christchurch et la tuent. L'affaire est très médiatisée dans le pays, où on la surnomme encore aujourd'hui « le meurtre le plus célèbre de Nouvelle-Zélande ».
Juliet Hulme est envoyée à la prison de Mont Eden à Auckland, où elle passe cinq ans. Libérée en 1959, elle change son nom pour celui d'Anne Perry. Sous ce pseudonyme elle devient un auteur reconnu et son passé ne sera dévoilé, par un journaliste, qu'à la suite de la sortie du film Créatures célestes en 1994.
Selon un article de Chris Cook paru en 1997 dans New Zealand Woman's Weekly)[réf. nécessaire], Pauline Parker aurait également changé son identité après sa libération pour celle de Hilary Nathan et vivrait recluse en Angleterre.
Peter Graham raconte cette affaire en 2011 sous le titre So Brilliantly Clever: Parker, Hulme and the Murder that Shocked the World (Wellington, NZ: Awa, 2011). Le livre est réédité en 2013 sous le titre Anne Perry and the Murder of the Century (Skyhorse).
Le meurtre a inspiré des pièces de théâtre et des romans, ainsi qu'en 1971 le film Mais ne nous délivrez pas du mal de Joël Séria et celui de Peter Jackson en 1994 intitulé Créatures célestes.